# Bailleul-sur-Thérain
Bailleul-sur-Thérain – miejscowość i gmina we Francji, w regionie Hauts-de-France, w departamencie Oise.
Według danych na rok 1990 gminę zamieszkiwało 1567 osób, a gęstość zaludnienia wynosiła 165 osób/km² (wśród 2293 gmin Pikardii Bailleul-sur-Thérain plasuje się na 174. miejscu pod względem liczby ludności, natomiast pod względem powierzchni na miejscu 489.).